# Anthurium hoehnei
Anthurium hoehnei är en kallaväxtart som beskrevs av Kurt Krause. Anthurium hoehnei ingår i släktet Anthurium och familjen kallaväxter. Inga underarter finns listade.